# Leucas aggerestris
Leucas aggerestris là một loài thực vật có hoa trong họ Hoa môi. Loài này được (Wild) Sebald mô tả khoa học đầu tiên năm 1978.